# كريستوفر ميلر
كريستوفر سي. ميلر واسمه كريستوفر تشارلز ميلر (بالإنجليزية: Christopher Charles Miller)‏ (15 أكتوبر 1965 - )؛ عسكري وسياسي أمريكي، كان يشغل منصب وزير الدفاع الأمريكي بالوكالة منذ 9 نوفمبر 2020 حتى 20 يناير 2021 بالوكالة إثر قرار صدر من الرئيس الأمريكي آنذاك دونالد ترامب، وذلك خلفًا لمارك إسبر. كان يشغل قبل ذلك منصب مدير المركز الوطني لمكافحة الإرهاب.

## عنه
ولد في 15 أكتوبر 1965، في بلدة بلاتفيل في ولاية ويسكنسون في الشمال الأوسط للولايات المتحدة، ونشأ في مدينة آيوا في ولاية آيوا.